# Showinval
Bij een showinval valt de politie of een andere overheidsinstantie een bedrijf of gebouw binnen en neemt  daarbij in zijn kielzog vaak de nationale en/of internationale pers mee. Als de inval op verzoek is van een buitenlandse instantie worden vaak ook vertegenwoordigers van die organisatie meegenomen. Meestal houdt een belangrijke hoge overheidsfunctionaris (in Thailand vaak ministers) een praatje met de "stoute" mensen die gearresteerd zijn voor de camera's. De arrestanten hebben vaak geen politieke connecties of hebben ruzie met hun beschermheren, en hebben geen of te weinig smeergeld betaald. 
Showinvallen komen vaak voor in een aantal Aziatische landen. 
De belangrijkste reden om over te gaan tot een showinval is druk van buitenlandse overheden, media of bedrijven. Het land wil geen gezichtsverlies lijden dus wordt er een groots spektakel opgezet waarna het probleem als bestreden wordt verklaard. Dat hierna het probleem gewoon doorgaat is hierbij niet van belang, voor de pers en het publiek is er iets aan gedaan en vaak neemt de druk van de buitenlandse overheden, de media en bedrijven weer voor een lange tijd af. Als de druk weer toeneemt wordt er gewoon een nieuwe show opgezet.

## Thailand
In Thailand worden er onder druk van bijvoorbeeld Microsoft en de BSA regelmatig invallen gedaan in Pantip Plaza waarbij een paar verkopers worden gevangengenomen. Vaak komen ze na het betalen van een boete van tussen de 1000 en 10.000 baht weer vrij en heropenen ze hun winkel met de belofte hun leven te verbeteren. De invallen nemen bijna altijd plaats in Pantip vanwege de internationale bekendheid. Dat er in andere grotere IT winkelcentra hetzelfde gebeurt maakt niets uit.